# Трифонов, Борис Павлович
Борис Павлович Трифонов (28 апреля 1915 — 29 апреля 1974) — советский военнослужащий, участник Великой Отечественной войны, Герой Советского Союза, командир звена 58-го скоростного бомбардировочного авиационного полка 55-й скоростной бомбардировочной авиационной бригады 7-й армии Северо-Западного фронта, старший лейтенант. 

## Биография
Родился 28 апреля 1915 года в городе Нижний Новгород в семье рабочего. Русский. Член ВКП(б)/КПСС с 1941 года. Окончил Горьковский промышленно-экономический техникум. Работал плановиком на автозаводе.
В 1934 году призван в ряды Красной Армии. В 1937 году окончил Харьковскую военно-авиационную школу лётчиков. Участвовал в освободительном походе советских войск в Западную Украину и Западную Белоруссию в 1939 году. Участник советско-финской войны 1939—1940 годов.
Командир звена 58-го скоростного бомбардировочного авиационного полка старший лейтенант Б. П. Трифонов к февралю 1940 года совершил 45 боевых вылетов в районы Хельсинки, Выборга, Кегсгольма. В декабре 1939 года участвовал в смелом налёте на военно-морскую базу финнов на полуострове Котка.
Указом Президиума Верховного Совета СССР от 21 марта 1940 года за образцовое выполнение боевых заданий командования и проявленные при этом отвагу и геройство старшему лейтенанту Трифонову Борису Павловичу присвоено звание Героя Советского Союза с вручением ордена Ленина и медали «Золотая Звезда».
В боях Великой Отечественной войне с июня 1941 года. Был командиром эскадрильи. Совершил 123 боевых вылета на пикирующем бомбардировщике Пе-2. В 1941 году уничтожил финскую электростанции на реке Вуокса.
Во время одного из боевых вылетов в районе Гатчины он был подбит, на горящем самолёте перетянул через линию фронта и на тридцатиметровой высоте выбросился с парашютом. Очнулся через несколько часов в медсанбате.
С июня 42-го командир 6 одраэ 6ВА.
Затем его направили на учёбу в Военно-воздушную академию, после окончания которой он был назначен начальником штаба 1-го истребительного авиационного полка чехословацкой армии, с которым закончил войну близ Праги. Позднее ему было присвоено звание «Почётный лётчик Чехословакии».
После окончания войны продолжил службу в ВВС. С 1959 года подполковник Б. П. Трифонов — в запасе.
Жил в городе Винница. Умер 29 апреля 1974 года. Похоронен на Центральном кладбище в Виннице.
Награждён двумя орденами Ленина, орденами Красного Знамени, Отечественной войны 2-й степени, Красной Звезды, медалями.